# 山口市立湯田小学校
山口市立湯田小学校（やまぐちしりつ ゆだしょうがっこう, 英語: Yamaguchi City Yuda Elementary School）は、山口県山口市元町にある公立小学校。

## 沿革
- 1873年（明治6年） - 龍寺本堂（湯田前町）を借り受け湯田小学が開設。
- 1877年（明治10年） - 湯田小学校を矢原村字高田に移転し、高田小学と改称。
- 1880年（明治13年） - 高田小学を高田小学校と改称。
- 1887年（明治20年） - 高田尋常小学校と改称。
- 1892年（明治25年） - 高田尋常高等小学校と改称。
- 1895年（明治28年） - 高田尋常小学校が廃校
- 1896年（明治29年） - 下宇野令村立下宇野令尋常小学校創立
- 1915年（大正4年） - 山口町立下宇野令尋常小学校と改称
- 1928年（昭和3年） - 山口町立下宇野令尋常高等小学校、山口町立山口第3尋常高等小学校と改称
- 1929年（昭和4年） - 山口市立第3尋常高等小学校と改称。
- 1930年（昭和5年） - 山口市立湯田尋常高等小学校と改称。
- 1941年（昭和16年） - 国民学校令により山口市立湯田国民学校と改称。
- 1947年（昭和22年） - 学校教育法により山口市立湯田小学校と改称。
- 1949年（昭和24年） - ユニセフ給食が始まり、ミルクが週6日支給される。
- 1954年（昭和29年） - 砂場と低学年用ブランコを設置する。同年、50周年記念事業として図書室を設置する。
- 1958年（昭和33年） - 校歌を一般に公募し、制定される。
- 1963年（昭和38年） - プール完成。国民体育大会（国体）が山口県で開催されたのに伴い、記録本部が本校に置かれる。
- 1968年（昭和43年） - わんぱく山が完成。
- 1988年（昭和63年） - 第3校舎が竣工し、落成式を挙行。
- 1992年（平成4年） - 視聴覚室・図書室及び第2校舎が竣工。
- 1993年（平成5年） - 木造校舎とのお別れ式を挙行。給食室以外の講堂・木造校舎が解体され、第1校舎と給食室が完成する。
- 1994年（平成6年） - 体育館が完成。
- 1995年（平成7年） - 創立120周年記念と校舎落成記念の両式典を挙行。
- 1996年（平成8年） - コンピューター5台設置する。
- 1997年（平成9年） - 図書室を改造する。
- 2000年（平成12年） - 特別支援（ふれあい(肢体不自由)学級・なかよし(知的障害)学級）新設。
- 2001年（平成13年） - 運動場の整備を行う。
- 2004年（平成16年） - 特別支援（のぞみ(情緒障害)学級・ひびき(弱視)学級）新設。わんぱく山改修。
- 2005年（平成17年） - 学校選択制の導入により隣接地区における学校選択が可能となる。教育の情報化に伴い視聴覚室の整備が進み、ノートパソコン40台設置される。
- 2008年（平成20年） - 通級指導教室開設。
- 2009年（平成21年） - プール改築。
- 2013年（平成25年）
  - 4月 - 給食室全面改装し、本校と湯田中の給食センターとなる。
  - 7月 - 夏休みに第4学年以上の児童を対象にした水泳教室を開始。
- 2014年（平成26年） - パソコン室のパソコン総入れ替えを実施。
- 2015年（平成27年）
  - 4月 - 特別支援学級（のぞみ(自閉症・情緒障害)学級）新設。
  - 8月1日 - 湯田小学校でジャンボリーが開催される。
  - 10月30日 - 体育館にトイレと多目的倉庫新設。
  - 11月11日 - 電子黒板9台設置、既存設置分1台と合わせて10台となる。
  - 12月21日 - 23台の校務用パソコンにタッチペンソフトをインストールする。同日、タブレット(Windows 8.1)を普通学級数分21台導入する。
- 2016年（平成28年）
  - 1月8日 - タブレットを普通学級担任に配布する。
  - 1月x日（第3学期） - 電子黒板やタブレットを活用した授業展開が推進される。
  - 2月1日 - アクセスポイントを4台設置し、全教室に無線LAN環境が整う。
  - 3月 - 管理システムと連携したファイルサーバーシステム導入。
- 2017年（平成29年） - 校内LAN工事完了。

### この節の出典
- 山口市立湯田小学校沿革（学校ホームページ内）

## 通学区域
- 十王、一本松、前町、角下市、横町、湯屋町、アーク湯田温泉、元町、熊野、東朝倉、西朝倉、赤妻パークタウン、朝倉中央、泉町、元町西、豊国マンション[1]

## 進学先中学校
- 山口市立湯田中学校

## 交通アクセス
- JR山口線湯田温泉駅から、徒歩約1.4km・約21分（最短距離を移動した場合）。

## 学校周辺
- 山口県道200号陶湯田線
- 児童文化センター
- 老人憩いの家寿泉荘
- 湯田温泉旅館協同組合
- 前田川
- 熊野神社
- 山口神田郵便局
- 山口市立楠木保育園
- 国道9号線山口バイパス
- 山口総合庁舎
- 湯田温泉